# Machimus incommunis
Machimus incommunis är en tvåvingeart som beskrevs av Becker 1923. Machimus incommunis ingår i släktet Machimus och familjen rovflugor. Inga underarter finns listade i Catalogue of Life.